# Brett Lunger
Robert Brett Lunger (Wilmington, 14 novembre 1945) è un ex pilota automobilistico statunitense.

## Carriera
Lunger nacque in una famiglia ben agiata, essendo questa tra i proprietari della ditta chimica DuPont. Non ebbe quindi nessuna difficoltà economica nell'iniziare la sua carriera di pilota nel 1966: comprò una Chevrolet Corvette e corse anche nella Can-Am e nella Formula 5000. Lo scoppio della guerra in Vietnam lo costrinse poi a interrompere la carriera e passò tredici mesi nel sud est asiatico.
Ritornato negli Stati Uniti, decise di trasferirsi in Europa per prendere parte al campionato di Formula 2 e nel 1975 fece il suo debutto in Formula 1 con la Hesketh. Nel 1976 proseguì con vetture di team privati grazie a una sponsorizzazione della Chesterfield, che lo aiutò poiché da giovane marine in Vietnam aveva salvato la vita al figlio di uno degli amministratori.
Nel 1976 diventò noto per essere stato tra i piloti che salvarono la vita a Niki Lauda, estraendolo dalla sua Ferrari in fiamme durante il Gran Premio di Germania. Nei quattro campionati del mondo disputati non riuscì mai ad ottenere punti. Curiosamente, con il sistema di attribuzione del punteggio in vigore nell'era contemporanea (2019), che premia i primi dieci classificati, Lunger avrebbe marcato punti in ben nove occasioni, nonostante un relativamente basso numero di partenze in carriera. Alla fine del 1978 decise di tornarsene in patria ove prese parte a diversi eventi locali.

## Risultati in Formula 1
| 1975 | Scuderia       | Vettura     |  |  |  |  |  |  |  |  |  |  |  |    |    |     |  |  |  | Punti | Pos. |
| ---- | -------------- | ----------- |  |  |  |  |  |  |  |  |  |  |  | -- | -- | --- |  |  |  | ----- | ---- |
| 1975 | Hesketh Racing | Hesketh 308 |  |  |  |  |  |  |  |  |  |  |  | 13 | 10 | Rit |  |  |  | 0     |      |

| 1976 | Scuderia | Vettura      |  |    |    |    |     |  |    |    |     |     |    |  |    |    |    |  |  | Punti | Pos. |
| ---- | -------- | ------------ |  | -- | -- | -- | --- |  | -- | -- | --- | --- | -- |  | -- | -- | -- |  |  | ----- | ---- |
| 1976 | Surtees  | Surtees TS19 |  | 11 | NQ | NQ | Rit |  | 15 | 16 | Rit | Rit | 10 |  | 14 | 15 | 13 |  |  | 0     |      |

| 1977 | Scuderia            | Vettura                 |  |  |    |     |    |  |    |    |    |    |     |    |   |     |    |    |  | Punti | Pos. |
| ---- | ------------------- | ----------------------- |  |  | -- | --- | -- |  | -- | -- | -- | -- | --- | -- | - | --- | -- | -- |  | ----- | ---- |
| 1977 | Chesterfield Racing | March 761 e McLaren M23 |  |  | 14 | Rit | 10 |  | NP | 11 | NQ | 13 | Rit | 10 | 9 | Rit | 10 | 11 |  | 0     |      |

| 1978 | Scuderia               | Vettura                                |    |     |    |    |     |   |    |    |     |   |     |   |     |     |    |  |  | Punti | Pos. |
| ---- | ---------------------- | -------------------------------------- | -- | --- | -- | -- | --- | - | -- | -- | --- | - | --- | - | --- | --- | -- |  |  | ----- | ---- |
| 1978 | Liggett Group e Ensign | McLaren M23, McLaren M26 e Ensign N177 | 13 | Rit | 11 | NQ | NPQ | 7 | NQ | NQ | Rit | 8 | NPQ | 8 | Rit | Rit | 13 |  |  | 0     |      |

| Legenda | 1º posto     | 2º posto | 3º posto    | A punti         | Senza punti/Non class.  | Grassetto – Pole position Corsivo – Giro più veloce |
| Legenda | Squalificato | Ritirato | Non partito | Non qualificato | Solo prove/Terzo pilota | Grassetto – Pole position Corsivo – Giro più veloce |